# Virgile Gaillard
Pour les articles homonymes, voir Gaillard.
René Paul Virgile Gaillard est un footballeur français né le 28 juillet 1877 à Paris 2e et mort le 7 mars 1943 à Paris 18e.

## Carrière
Virgile Gaillard évolue au Club français lorsqu'il est appelé pour faire partie de l'équipe olympique de l'USFSA représentant la France au tournoi de football aux Jeux olympiques d'été de 1900 à Paris. Il joue les deux matchs contre les équipes anglaise et belge. La France sera a posteriori médaillée d'argent, la compétition étant à la base une démonstration.